# Antoine Gakeme
Antoine Gakeme (ur. 24 grudnia 1991 w Musongati) – burundyjski lekkoatleta specjalizujący się w biegu na 800 metrów.
Ósmy zawodnik mistrzostw Afryki juniorów w Bambous (2009). W 2013 osiągnął półfinał mistrzostw świata, a rok później był siódmy na mistrzostwach Afryki w Marrakeszu. W 2015 ponownie wystartował na mistrzostwach świata, docierając do półfinałów biegu na 800 metrów. Na początku 2016 został halowym wicemistrzem świata.
Rekordy życiowe: bieg na 800 metrów (stadion) – 1:44,09 (11 lipca 2015, Madryt); bieg na 800 metrów (hala) – 1:46,65 (19 marca 2016, Portland).

## Osiągnięcia
| Rok  | Impreza                     | Miejsce        | Lokata     | Wynik   |
| ---- | --------------------------- | -------------- | ---------- | ------- |
| 2009 | Mistrzostwa Afryki juniorów | Bambous        | 8. miejsce | 1:55,08 |
| 2013 | Mistrzostwa świata          | Moskwa         | półfinał   | 1:45,39 |
| 2014 | Mistrzostwa Afryki          | Marrakesz      | 7. miejsce | 1:49,74 |
| 2015 | Mistrzostwa świata          | Pekin          | półfinał   | 1:48,86 |
| 2016 | Halowe mistrzostwa świata   | Portland       | 2. miejsce | 1:46,65 |
| 2016 | Igrzyska olimpijskie        | Rio de Janeiro | eliminacje | 1:47,46 |
| 2017 | Mistrzostwa świata          | Londyn         | półfinał   | 1:47,08 |
| 2018 | Halowe mistrzostwa świata   | Birmingham     | eliminacje | 1:49,66 |